# Mina (unitat)
La mina (també dita mna, en grec μνᾶ) era una unitat antiga amb diverses equivalències segons el tipus de mina. La mina, com el sicle, era també una unitat monetària; en l'antiga Grècia era igual a 100 dracmes. La paraula grega mna estava manllevada de les llengües semítiques; així en hebreu es deia māneh, en arameu mĕnē, en siríac manyā, en ugarític mn, i en accadi manū.

Com totes les unitats de pes de l'antiguitat, la mina es feia servir per pesar metalls preciosos, particularment or i argent i les mines utilitzades per a aquest ús concret no tenien el mateix valor que les utilitzades per a pesar matèries comunes.
Des del principi de la civilització Sumèria la mina era una unitat de pes. Al principi no s'havien introduït encara ni talents ni sicles. Els babilonis feien servir per als seus càlculs el sistema sexagesimal. En temps d'Ur-Nammu, la mina tenia un valor d'1/60 talents com també de 60 sicles. El valor de la mina s'ha calculat com d'1,25 lliures o 0,571 kilograms per mina (18.358 unces troy).

Hi ha proves evidents que a Ugarit la mina era equivalent a 50 sicles. El profeta Ezequiel es refereix a una mina equivalent a 60 sicles. Jesucrist va explicar la paràbola de les 10 mines recollida en l'Evangeli de Lluc 19:11-27.
En el període accadi, 2 mines eren igual a 1 sila d'aigua (cf. clepsidra, rellotge d'aigua).

## Valors de la mina segons Haeberlin[5]
| Unitat                | Pes teòric | Relacions                                      | Notes                                 |
| --------------------- | ---------- | ---------------------------------------------- | ------------------------------------- |
| Mina Comuna           | 491,175g   | 1/2 mina pesada                                |                                       |
| Mina Pesada           | 982,35g    | 2 mines comunes                                | (exactament 3 lliures romanes de pes) |
| Mina del Rei Lleugera | 504,82g    | 37/36 de mina comuna 1/2 mina del Rei pesada   |                                       |
| Mina del Rei Pesada   | 1009,64g   | 2 mines del Rei lleugeres 37/36 de mina pesada |                                       |

### Mina d'or
A Babilònia una Mina d'Or pesava 50 sicles i no 60. Una mina comuna d'or pesava 409,31 grams (5/6 d'una mina comuna), una Mina Pesada d'Or pesava en canvi 818,625 grams (5/6 d'una mina pesada) or pesava: Un talent d'or constava de 60 mines d'or.

## Imatges

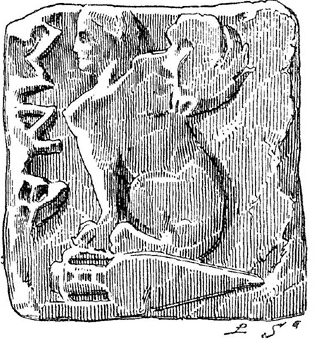
Mina de Quios.
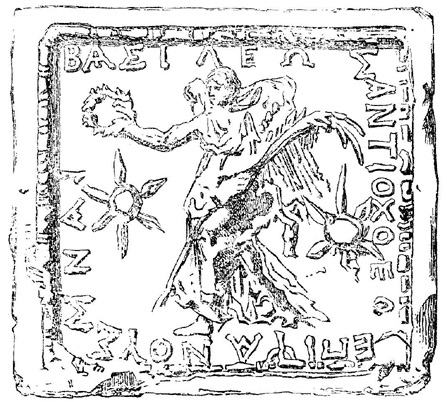
Mina d'Antíoc IV Epifanes.
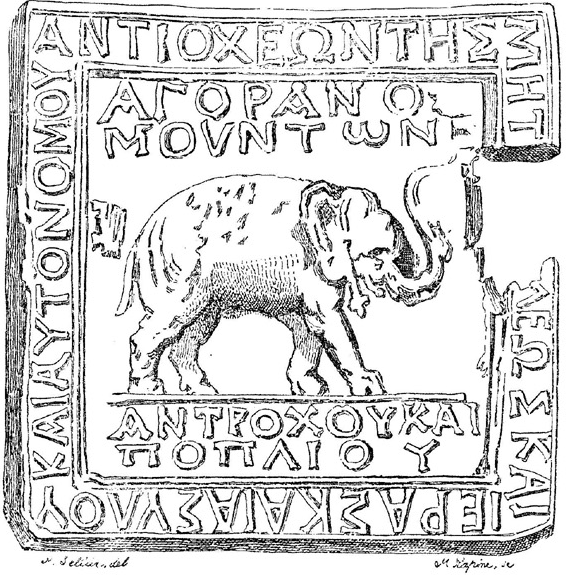
Mina d'Antíoc de Síria.